# Tarrant Motor & Engineering Company
Die Tarrant Motor & Engineering Company in Melbourne war ein früher Automobilhersteller in Australien. Die Firma wurde 1901 von Colonel Harley Tarrant gegründet.

## Beschreibung
Nach dem Bau von 16 Motorfahrzeugen wurde klar, dass sich die Fertigung in Australien angesichts des Standes ausländischer Automobiltechnologie, insbesondere der Massenfertigung, nicht rentierte.
1908 übernahm Tarrant den Verkauf von Ford-Automobilen und stellte den Bau seiner Autos ein.
Der Tarrant war ein zweisitziger Roadster und vorne eingebautem Motor. Der seitengesteuerte Vierzylinder-Reihenmotor besaß einen Hubraum von 3,5 l und entwickelte eine Leistung von 16–18 bhp (11,8–13,2 kW).
Der letzte überlebende Tarrant wurde 2002 vom Royal Automobile Club of Victoria gekauft.
1984 wurde das Auto auf einer Briefmarke der Australischen Post innerhalb einer Serie von fünf frühen australischen Automobilen abgebildet.